# Stein (Limburg)
 For alternative betydninger, se Stein. (Se også artikler, som begynder med Stein)
Stein ( udtale ?) er en kommune og en by, beliggende i den sydlige provins Limburg i Nederlandene. Kommunens areal er på 22,77 km², og indbyggertallet er på 25.056 pr. 1. april 2016. Det højeste punkt ligger 61 meter over havets overflade.

## Kernerne
Stein Kommunen består af følgende landsbyer og bebyggelser. 
| Nederlandske navn   | Limburgske navn | Antal  |
| Stein               | Stein           | 11.290 |
| Elsloo              | Aelse           | 8.300  |
| Urmond              | Uermend         | 3.560  |
| Berg aan de Maas    | Berg            | 2.080  |
| Meers               | Grwat Maes      | 990    |
| Catsop              | Katsep          | 600    |
| Kleine Meers        | Klein Maes      | 280    |
| Nattenhoven         | Nattenhaove     | 170    |
| Maasband            | De Maasbendj    | 140    |
| (Kilde: CBS i 2005) |                 |        |

## Galleri
- Rådhuset i Stein
- "koetshuis" i Stein
- Villa i Stein
- Slot Stein
- Sankt Martinuskirke i Stein